# Eucalyptus astringens
Eucalyptus astringens là một loài thực vật có hoa trong Họ Đào kim nương. Loài này được (Maiden) Maiden mô tả khoa học đầu tiên năm 1924.